# مرض الكلى الكيسي
يشير مرض الكلى الكيسي إلى مجموعة واسعة من الحالات الوراثية والتطورية والمكتسبة ومع إدراج الأورام من ضمن التغيرات الكيسية، حدد أكثر من 40 تصنيفًا ونوعًا فرعيًا. اعتمادًا على تصنيف المرض، قد يظهر عند الولادة، أو بعد ذلك بكثير عند البلوغ. قد يصيب المرض الكيسي إحدى الكليتين أو كليهما وقد يحدث أو لا يحدث في وجود حالات شذوذ أخرى. عثر على نسبة أعلى في الذكور وانتشار يزيد مع تقدم العمر. أبلغ عن تكيسات كلوية في أكثر من 50% من المرضى فوق سن الخمسين. عادة، تنمو الأكياس حتى 2.88 مم سنويًا وقد تسبب ألمًا و / أو نزيفًا مرتبطًا.
من بين أمراض الكلى الكيسية، الأكثر شيوعًا هو مرض الكلى المتعدد الكيسات مع نوعين فرعيين: الصبغة الجسدية أقل انتشارًا والمتنحية هي الأكثر انتشارًا. يشخص مرض الكلى المتعدد الكيسات المتنحي (ARPKD) بشكل أساسي عند الرضع والأطفال الصغار، بينما يشخص مرض الكلى المتعدد الكيسات الصبغي الجسدي السائد (ADPKD) غالبًا في مرحلة البلوغ.
مثال آخر على مرض الكلى الكيسي هو الكلى الإسفنجية النخاعية.

## أنواع

### المزيد من أمراض الكلى الكيسية
يشمل مرض الكلى الكيسي حالات مختلفة تتعلق بتكوين أكياس في إحدى الكليتين أو كليهما. المجموعة الفرعية الأكثر شيوعًا هي أمراض الكلى المتعددة الكيسات (PKD)، وهي شذوذ وراثي له مجموعتان فرعيتان، مرض الكلى المتعدد الكيسات المتنحي (ARPKD) ومرض الكلى المتعدد الكيسات السائد (ADPKD). وبالتالي، يمكن أن تكون المسببات وراثية أو تطورية أو مرتبطة بأمراض جهازية يمكن اكتسابها أو تكون خبيثة. تشمل أمثلة مرض الكلى الكيسي المكتسب الخراجات البسيطة والكلى الإسفنجية النخاعية (MSK). تشمل الأنواع الأخرى من مرض الكلى الكيسي الوراثي التهاب الكلية في الأحداث (JNPHP)، ومرض الكلى الكيسي النخاعي (MCKD)، ومرض الكلى الكيسي الكبيبي (GCKD).

### مرض الكلية متعددة الكيسات
تتسبب أمراض الكلى المتعددة الكيسات في نمو العديد من الأكياس في الكلى. تمتلئ هذه الأكياس بالسوائل، وإذا نمت بشكل مفرط، فإن شكلها يجعلها أكبر، ما يؤدي إلى تلف الكلى. الطفرات في الجينات PKD1 وPKD2 مسؤولة عن مرض الكلى المتعدد الكيسات السائد (ADPKD)، والذي يشخص عادة في مرحلة البلوغ. هذه الجينات ترميز البروتينات متعددة الكيسات والطفرات المتعلقة بهذه الجينات موروثة ومسؤولة عن اضطراب مرض الكلى الكيسي الصبغي الجسدي السائد. في الولايات المتحدة، يعاني أكثر من نصف مليون شخص من مرض الكلى متعدد الكيسات، ما يجعله رابع سبب رئيسي للفشل الكلوي. يؤثر مرض الكلى متعدد الكيسات على جميع الأجناس والأجناس على حد سواء، والذين يعانون من مرض الكلى متعدد الكيسات لديهم إمكانية تطوير الخراجات في أعضاء أخرى مثل الكبد والبنكرياس والطحال والمبيض والأمعاء الغليظة. عادة، هذه الأكياس الأخيرة لا تسبب مشكلة. نصف المرضى ليس لديهم أي أعراض، ولكن الأعراض قد تشمل: بيلة دموية، ألم في الظهر أو البطن، أو تطور ارتفاع ضغط الدم. يظهر المرض عادة قبل سن الثلاثين، و45% يصابون بالفشل الكلوي في سن 60. يُعتقد حاليًا أن الطفرة في جين HDK1 مسؤولة عن مرض الكلى المتعدد الكيسات المتنحي (ARPKD)، والذي يمكن تشخيصه في الرحم، بعد فترة وجيزة ولادة وعادة قبل سن 15 عامًا.

## السبب
الموقع المفضل لتطور الكيس هو النبيب الكلوي. بعد حدوث نمو ببضعة ملليمترات، تنفصل الأكياس عن النبيب الأم، وهذا الانفصال ناتج عن الانتشار المفرط للظهارة الأنبوبية أو إفرازات السوائل الزائدة.

## التشخيص
يشمل التشخيص التصوير بالموجات فوق الصوتية و / أو التصوير المقطعي المحوسب و / أو التصوير بالرنين المغناطيسي. الطريقة الأقل تكلفة وغير الغازية والأكثر موثوقية هي التصوير بالأمواج فوق الصوتية ولكن الأكياس الصغيرة قد تفلت من الكشف، في حين أن دقة التصوير المقطعي المحوسب والتصوير بالرنين المغناطيسي ستمكن من التقاط الأكياس الصغيرة. ومع ذلك، فإن التعقيد المتزايد وتكلفة التصوير المقطعي المحوسب والتصوير بالرنين المغناطيسي عادة ما يكون محجوزًا لحالات الخطر الأعلى. يمكن استخدام التصوير بالرنين المغناطيسي لمراقبة تطور الأكياس ونمو الكلى. يمكن تطبيق الاختبار الجيني على أولئك الذين لديهم تاريخ عائلي من مرض الكلى متعدد الكيسات ولكنه مكلف ويفشل في اكتشافه في 15% من الحالات التي يوجد فيها.